# 前田こころ
前田 こころ（まえだ こころ、2002年6月23日 - ）は、日本の歌手、アイドル。女性アイドルグループBEYOOOOONDS、雨ノ森 川海のメンバー。
埼玉県出身。アップフロントプロモーション所属。

## 略歴
2014年
- 「モーニング娘。'14 ＜黄金(ゴールデン)＞オーディション」に応募するも、落選。

2015年
- 4月27日、小野瑞歩・仲野りおん・梁川奈々美・秋山眞緒・金津美月・笠原桃奈・岡本帆乃花とともにハロプロ研修生に加入。
- 10月 - 11月、『℃-uteコンサートツアー2015秋〜℃an't STOP!!〜』に、加賀楓・段原瑠々・竹村未羽・橋本渚・秋山眞緒とともにオープニングアクト等として帯同。

2016年
- 4月 - 6月、『℃-uteコンサートツアー2016春 〜℃ONCERTO〜』に、一岡伶奈・井上ひかる・段原瑠々・堀江葵月・秋山眞緒とともにオープニングアクト等として帯同。
- 10月 - 11月、『℃-uteコンサートツアー2016秋 〜℃OMPASS〜』に、一岡伶奈・加賀楓・堀江葵月とともにオープニングアクト等として帯同。

2017年
- 1月、『℃-ute新春コンサートツアー2017 〜℃OMPASS〜』に、一岡伶奈・川村文乃・高瀬くるみとともにオープニングアクト等として帯同。
- 4月 - 6月、『℃-uteコンサートツアー2017春〜℃elebration〜』に、井上ひかる・段原瑠々・山﨑夢羽とともにオープニングアクトとして帯同。
- 5月、「ハロプロ研修生 発表会 2017 〜春の公開実力診断テスト〜」にてDEF.DIVAの「好きすぎて バカみたい」を披露し、ダンス賞を受賞。

2018年
- 5月、「ハロプロ研修生 発表会 2018 〜春の公開実力診断テスト〜」にてモーニング娘。の「シルバーの腕時計」を披露し、ダンス賞を受賞。
- 6月9日、Zepp Tokyoで開催された『Hello! Project 研修生発表会2018 6月 〜にじ〜』にて、高瀬くるみ・清野桃々姫が所属する新グループに山﨑夢羽・岡村美波とともに加入することを発表。

2019年
- 8月7日、『眼鏡の男の子/ニッポンノD・N・A!/Go Waist』でBEYOOOOONDSとしてメジャーデビュー。
- 9月21日、清野桃々姫とともに、埼玉県警察所沢警察署「交通安全フェスティバル」1日警察署長に就任。

2020年
- 9月19日、1st写真集『eighteen face』を発売。

2023年
- 1月13日、Instagramを開設。

## 人物
- メンバーカラーはシーブルー。血液型A型。
- 松濤館流空手二段（黒帯公認）。県大会で準優勝、全国大会3回出場の経歴を持つ[12][13]。
- 父親はイタリアンのシェフ。父親が作るトマトクリームパスタが好き[14]。
- 俳優の前田拳太郎は兄であり[15][16][17]、彼が俳優業を目指すうえで影響を受けた存在として名前を挙げている[18]。なお、女優の工藤遥（元モーニング娘。）とは兄・拳太郎の幼馴染であり、家族ぐるみで付き合いがある[19]。
- 小学4年生の時にモーニング娘のコンサートを観に行ったのをきっかけに、同グループのオーディションを2回受けるも、落選。その後、ハロプロ研修生のオーディションも受け、研修生入り。空手は研修生入りする前に辞めている[20]。目標の先輩は工藤遥、佐々木莉佳子（アンジュルム）[21]。

## 出演

### コンサート
- M-line Special 2022 ～My Wish～（2022年8月14日、タワーホール船堀 大ホール、昼夜2公演） - ゲスト出演[22]

### イベント
- さわやか五郎42歳バースデーイベント2024 ～五郎は天下を取りにいく～（2024年9月8日、渋谷DAIA） - ゲスト

### 舞台
- 演劇女子部「ネガポジポジ」（2016年11月3日 - 20日、シアターグリーン BIG TREE THEATER） - 舞 役（チームB）
- 演劇女子部「僕たち可憐な少年合唱団」（2017年10月26日 - 11月12日、シアターグリーン BOX in BOX THEATER） - ようこ 役
- 演劇女子部「ファラオの墓 〜蛇王・スネフェル〜」（2018年6月1日 - 10日、サンシャイン劇場 / 6月15日 - 17日、大阪メルパルクホール） - アンサンブル 役
- 演劇女子部『タイムリピート〜永遠に君を想う〜』（2018年9月28日 - 10月8日、全労済ホール/スペース・ゼロ） - カナタ 役
- 全労済ホール/スペース・ゼロ提携公演 演劇女子部「不思議の国のアリスたち」（2019年4月18日 - 29日、全労済ホール/スペース・ゼロ） - ブルー 役
- こくみん共済 coop ホール／スペース・ゼロ提携公演 演劇女子部「リボーン〜13人の魂は神様の夢を見る〜」（2019年11月14日 - 24日、こくみん共済 coop ホール／スペース・ゼロ） - ナポレオン 役
- こくみん共済 coop ホール(全労済ホール)／スペース・ゼロ提携公演 演劇女子部「アラビヨーンズナイト」（2020年10月9日 - 18日、こくみん共済 coop ホール／スペース・ゼロ） - シャハリヤール 役
- こくみん共済 coop ホール(全労済ホール)／スペース・ゼロ提携公演 演劇女子部「眠れる森のビヨ」（2021年4月16日 - 25日、こくみん共済 coop ホール／スペース・ゼロ） - ツムギ 役
- こくみん共済 coop ホール(全労済ホール)／スペース・ゼロ提携公演 演劇女子部「ビヨサイユ宮殿」（2022年11月11日 - 20日、こくみん共済 coop ホール／スペース・ゼロ） - マグリット 役
- 演劇女子部「ビヨスパイ～消えたアタッシュケース～」（2023年11月11日 - 19日、こくみん共済 coop ホール／スペース・ゼロ / 11月23日 - 26日、サンケイホールブリーゼ） - リョウ 役

### テレビ番組
- うたなびMAX!!（2024年4月3日 - 、TOKYO MX） - フロアマネージャー（アシスタントMC）

## 書籍

### 写真集
- eighteen face（2020年9月19日、オデッセー出版、撮影：宮脇進）ISBN 978-4-908643-53-8[11]

## 参加ユニット
- BEYOOOOONDS（2018年 - ）
- 雨ノ森 川海（2018年 - ）
- ハロプロ・オールスターズ（2018年 - 2020年）